# Juan Alonso de Vera Alburquerque y Fajardo
Juan Alonso de Vera Alburquerque y Fajardo o Juan de Vera Fajardo (baut. Villanueva de la Serena (España), 23 de septiembre de 1669-Comayagua (Honduras), 1748), fue el VIII marqués de Espinardo desde 1695 y caballero de la orden de Orden de Santiago.

## Familia
Hijo de Diego de Vera de Alburquerque y Mosquera, VII señor de los mayorazgos de Palazuelo y Carija, etc, y del mayorazgo de Alburquerque en Mérida, y de su segunda esposa Ana María Ortiz de Zúñiga Leyva y Fajardo, VI marquesa de Espinardo, señora de las villas de Ontur, Albatana y Mojón Blanco, de la villa, hacienda y mayorazgo de la Vega de Morata, de la villa de Ceutí y del castillo, villa, casa y mayorazgo de Monteagudo.

## Biografía
El VIII marqués de Espinardo heredó los señoríos de su madre así como el mayorzago de Alburquerque de su padre cuando este falleció en 1688. En 1720 fue nombrado corregidor e intendente de Córdoba. Fue regidor perpetuo de Mérida y caballero de la Orden de Santiago en 1690. Posteriormente, fue gobernador y capitán general de la Isla Margarita (1724-1730), después gobernador de Santa Marta (1733-1736) y gobernador, junto a Alonso de Heredia, de Nicaragua y Honduras.
Falleció en Comayagua en 1748 y recibió sepultura en la iglesia de la Merced de dicha ciudad.

## Matrimonio y descendencia

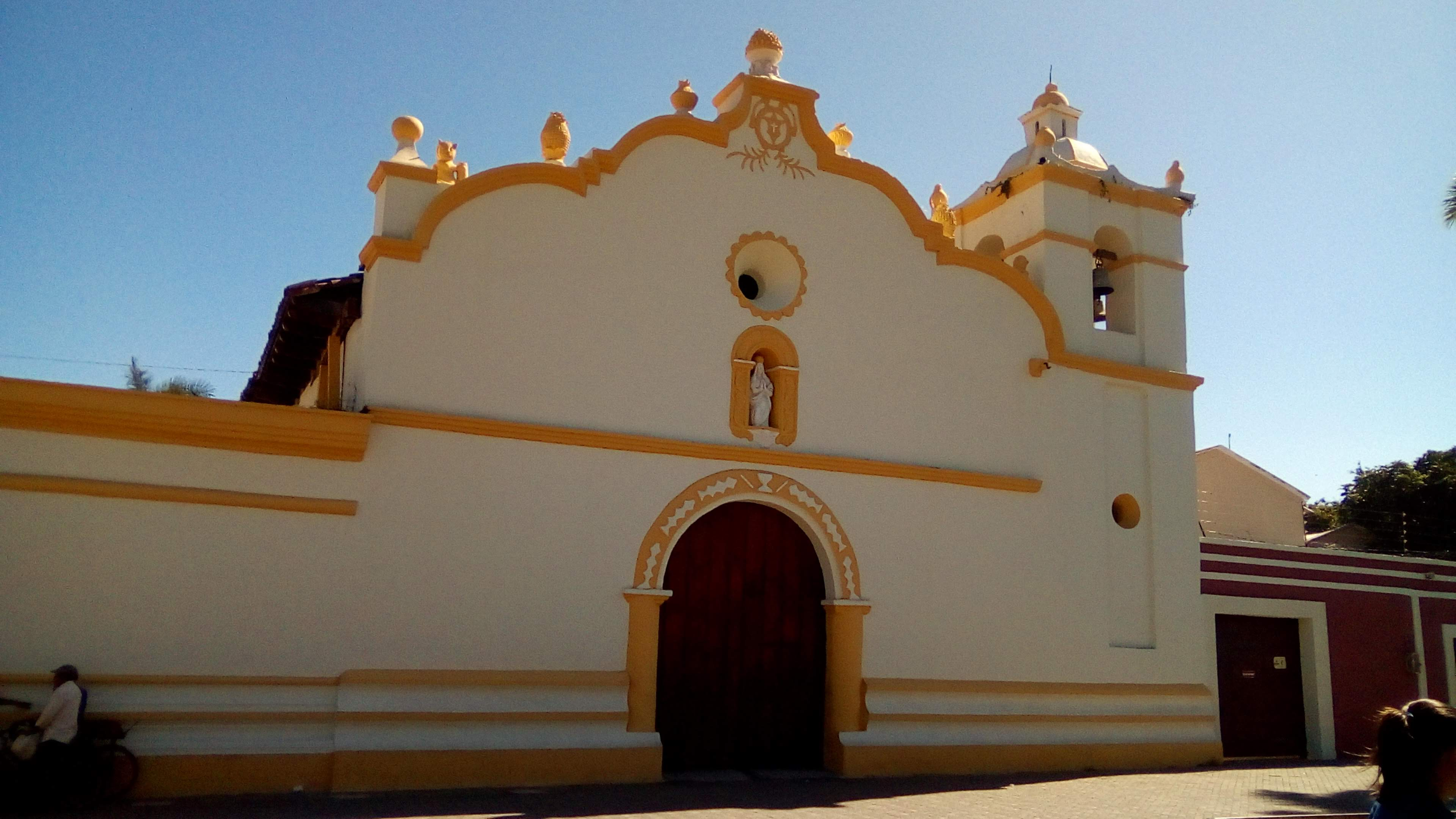
Iglesia de la Merced de Comayagua donde recibió sepultura

A 15 de febrero de 1691 hizo velaciones en Mérida para casar y casado en la Iglesia de San Ginés, Madrid, el 22 de mayo de 1689 con Antonia Manuela de Varona y Chumacero (Valladolid, 19 de junio de 1665-Mérida el 24 de marzo de 1714). Era hija de Luis de Varona y Sarabia, señor de la Torre Fuerte de Varona y del valle de Valdivieso, que heredó su hija, así como caballero de la Orden de Alcántara, oidor y alcalde de los hijosdalgos de la Chancillería de Valladolid, y gobernador de Asturias, corregidor de Córdoba, y gobernador de la Sala de los Alcaldes, hijo de Andrés de Varona y Encinillas y Huidobro y de María de Saravia y Saravia. Su madre fue Manuela Chumacero y Gamboa, hija de Alonso Chumacero de Sotomayor y Carrillo, gobernador de Asturias, y Beatriz Gamboa Eraso de Oliveral. Nacieron dos hijos de este matrimonio:
- Diego Manuel de Vera Fajardo y Varona (baut. Mérida, 22 de enero de 1693-Burgos, 1758),[9] IX marqués de Espinardo, heredó los señoríos de sus padres, y fue gentilhombre de cámara de Su Majestad, intendente de Burgos y de su provincia. Casado en primeras nupcias con Antonia María de Cáceres y Quiñones, de quién tuvo una hija y un hijo, y en segundas en Salamanca en 1734 con Andrea de Moctezuma Nieto de Silva y Guzmán o de Moctezuma y Nieto de Silva o de Silva Pacheco y Guzmán, hermana del marido de su hija, de quién tuvo siete hijos:[5]
- María de Guadalupe de Vera Fajardo y Varona (baut. en Santa María de Mérida, 22 de septiembre de 1694), casada el 8 de marzo de 1714 con Álvaro Muñoz y Torres, regidor perpetuo de Ciudad Real y caballero de la Orden de Calatrava, con descendencia.[10]